# Fiori nel fango
Fiori nel fango (Shockproof) è un film del 1949 diretto da Douglas Sirk.
È un film poliziesco a sfondo drammatico statunitense con Cornel Wilde, Patricia Knight e John Baragrey.

## Trama
Per le persone in libertà condizionale esistevano, almeno nella contea di Los Angeles, alcuni obblighi, la mancata ottemperanza dei quali comporta(va) il ritorno alla detenzione carceraria: fra di essi il divieto di frequentare certi luoghi o certe persone ritenute inadatte dalle autorità competenti - incarnate in primis dall'apposito ufficiale addetto alla faccenda.
È a entrambi questi obblighi che contravviene Jenny Marsh al suo primo giorno di scarcerazione provvisoria, incontrandosi in un luogo proibito con una persona indesiderata: in questo caso Harry Wesson (per proteggere il quale Jenny aveva commesso il crimine che l'aveva portata in galera), dal quale Jenny si crede amata pur essendone sostanzialmente sfruttata.
La persona in carica della libertà condizionale di Jenny, Griff(in) Marat, avendo fiducia nelle possibilità di riabilitazione della donna, riesce a mettere una pezza all'infrazione, e trova un lavoro per Jenny addirittura presso il proprio domicilio, come assistente alla madre di lui, cieca. Inizialmente Jenny vuole continuare il suo rapporto con Harry, poi però si innamora, ricambiata, di Griff.
Le persone in libertà condizionale, inoltre, fintanto che tale stato perdura, non possono sposarsi. Ed è precisamente quello che fanno Jenny e Griff (a cui la cosa poteva costare molto in termini di carriera), in segreto. Quando Harry l'apprende, nel tentativo di nuocere alla donna che considera una traditrice e al rivale, telefona a Griff dal proprio appartamento: è presente anche Jenny, colla quale nasce una colluttazione. Harry cade al suolo colpito da un proiettile.
Griff e Jenny cercano dapprima di raggiungere il Messico nel tentativo di sottrarre la donna ad un sicuro incarceramento, e probabilmente anche alla pena di morte, e finiscono col condurre un paio di mesi - durante i quali il loro rapporto comincia ad incrinarsi - in perpetua fuga, con generalità false, braccati. Alla fine si costituiscono.
Harry è sopravvissuto, e dichiara, dal suo letto d'ospedale, che la sparatoria di cui è rimasto vittima è stata solo un incidente.

## Produzione
Il film, diretto da Douglas Sirk su una sceneggiatura di Helen Deutsch e Samuel Fuller, fu prodotto, non accreditati,  dallo stesso Deutsch e da S. Sylvan Simon per la Columbia Pictures Corporation e girato a Los Angeles, California, dal 28 giugno al 9 agosto 1948. Il titolo di lavorazione fu  The Lovers.

## Distribuzione
Il film fu distribuito con il titolo Shockproof negli Stati Uniti nel gennaio 1949 al cinema dalla Columbia Pictures.
Altre distribuzioni:
- in Svezia il 25 luglio 1949 (Flykt undan lagen)
- in Finlandia il 2 settembre 1949 (Polttomerkitty)
- in Portogallo il 28 aprile 1951 (Liberdade Vigiada)
- in Germania Ovest il 30 novembre 1973 (Unerschütterliche Liebe) (in TV)
- in Grecia il 21 ottobre 2010 (Erastai tou pepromenou) (Panorama of European Cinema)
- in Brasile (Apaixonados)
- in Spagna (Más fuerte que la ley)
- in Francia (Jenny, femme marquée)
- in Italia (Fiori nel fango)

## Critica
Secondo il Morandini il film è "consigliabile solo ai fan di Sirk" nonostante restino apprezzabili le tematiche "del fato e della società". Secondo Leonard Maltin è un "elegante film noir" che però delude le aspettative nelle scene finali. (secondo Morandini il "lieto fine" mieloso fu imposto dal capo della Columbia, Harry Cohn).